# Cantone di Château-Gontier-Est
Il Cantone di Château-Gontier-Est era una divisione amministrativa dell'arrondissement di Château-Gontier.
È stato soppresso a seguito della riforma complessiva dei cantoni del 2014, che è entrata in vigore con le elezioni dipartimentali del 2015.
Comprendeva parte della città di Château-Gontier e i comuni di:
- Azé
- Fromentières
- Ménil
- Saint-Fort